# نایف مبارک
نایف مبارک (انگلیسی: Naif Mubarak؛ زادهٔ ۶ اوت ۱۹۹۰) یک بازیکن فوتبال اهل قطر است.